# MoonLIGHT (retrorreflector)
MoonLIGHT, también conocida como Lunar Laser Ranging Retroreflector Array for the 21st Century (LLRRA-21), es un retrorreflector láser que se desplegará cerca del polo sur de la Luna. Está previsto que el reflector sea lanzado en 2020 como carga secundaria del módulo de aterrizaje lunar MX-1E construido por la empresa privada Moon Express. El experimento de medición láser se desarrolló a partir de la colaboración entre la Universidad de Maryland en los Estados Unidos, y los Laboratori Nazionali di Frascati para complementar y ampliar el experimento Laser Ranging Retro-Reflector iniciado con el Programa Apolo en 1969.

## Perspectiva general

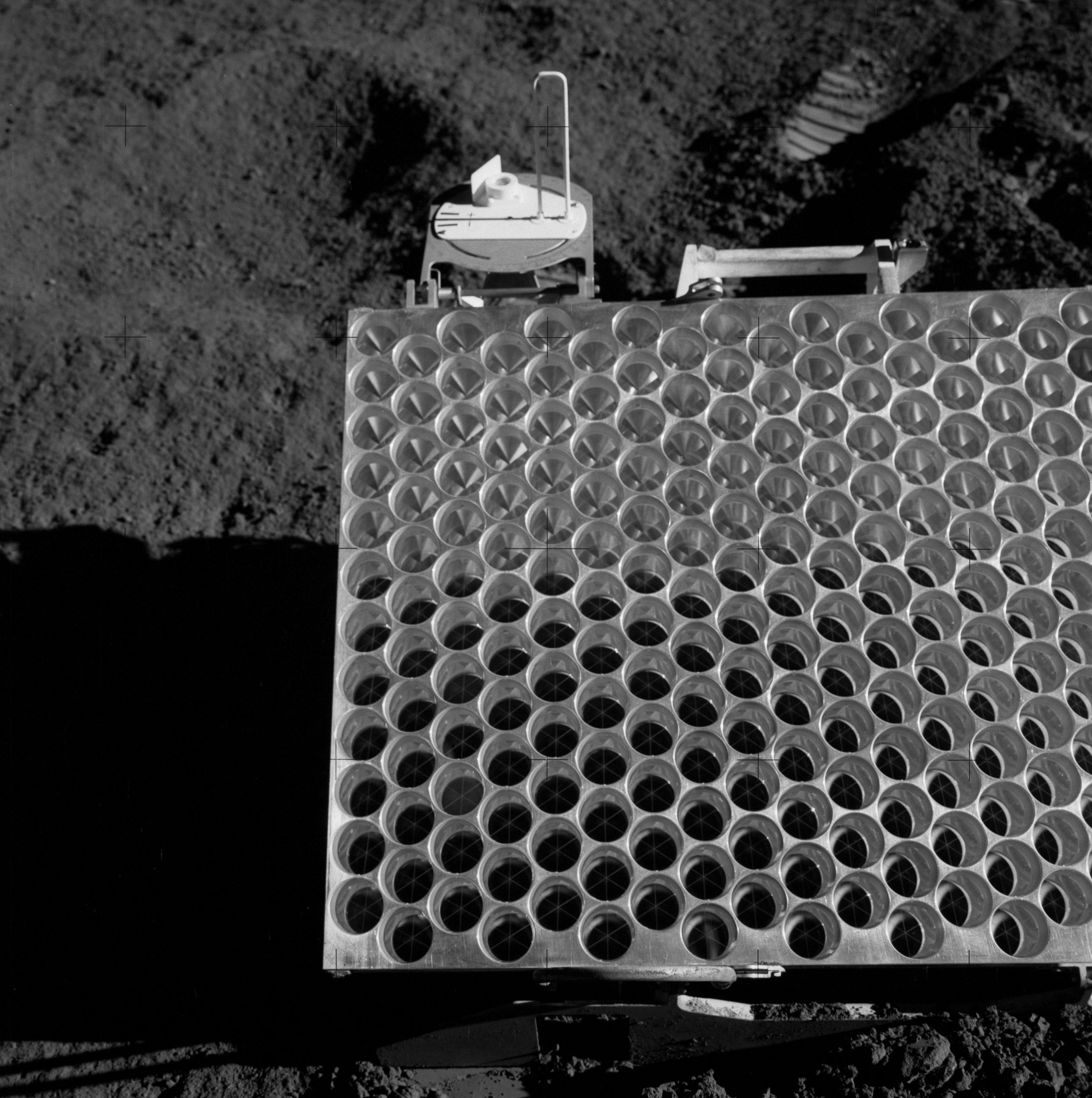
El Retrorreflector de Medición de Distancia Lunar (LRRR) del Apolo 15 es un dispositivo que refleja pulsos láser enviados desde la Tierra para medir la distancia entre la Luna y los telescopios con gran precisión. Los datos obtenidos se utilizan para estudiar la teoría de la relatividad general y la estructura interna de la Luna. Hasta 2005, los LRRR de las misiones Apolo 11, 14 y 15 seguían en uso.

El objetivo principal del "Laser Ranging" consiste en enviar pulsos de láser desde un telescopio en la Tierra a la matriz retrorreflectora ubicada en la Luna. El retroreflector (espejos) devuelve el pulso directamente al telescopio origen donde se registra el tiempo de ida y vuelta, por lo tanto la distancia exacta. Las matrices de reflector están diseñadas para permitir mediciones más precisas de la Tierra que aumentarán la precisión del mapeo lunar, probarán los principios de la teoría de la relatividad general de Albert Einstein y otras teorías de la gravedad. Los investigadores creen que estos estudios también pueden ayudar a comprender la naturaleza de la energía oscura.
MoonLIGHT es una matriz de reflejos láser que se desplegará cerca del polo sur lunar. Irá como carga secundaria en el módulo de aterrizaje lunar MX-1E previsto. El experimento de medición láser es fruto de la entre la Universidad de Maryland y la compañía aeroespacial Moon Express. Está previsto que el retroreflector sea lanzado en el año 2019 con un cohete Electron.
Este experimento es un complemento evolucionado de los experimentos que se realizan con el retroreflector iniciados con Apolo 11 en el año 1969, sus resultados serán 100 veces más precisos. El acuerdo al que llegaron los colaboradores y el inicio del experimento se anunció el 15 de mayo de 2015. Entre los socios y colaboradores que se unieron más tarde al experimento figuran el Observatorio Matera Laser Ranging de ASI, la Universidad de Hannover (Alemania) y la Universidad Técnica Checa (Checoslovaquia).
The MX-1E lander is planned to land on the Malapert Mountain, a 5 km tall peak in the Aitken Basin region that has an uninterrupted direct line of sight to Earth.[4] An unrelated science payload on the same lander is the International Lunar Observatory.[5]
Está previsto que el módulo de aterrizaje MX-1E aterrice en la montaña Malapert, un pico de 5 km de altura en la región de la Cuenca Aitken que tiene una línea de visión directa ininterrumpida hacia la Tierra. [4] Una carga útil científica no relacionada en el mismo módulo de aterrizaje es el International Lunar Observatory. [5]